# Michel Caux
Pour les articles homonymes, voir Caux (homonymie).
Michel Caux (né le 30 août 1946 à Chamonix) est un joueur français de hockey sur glace.
Il a porté le maillot de l'équipe de France de 1967 à 1979, avec laquelle il a participé aux Jeux olympiques d'hiver de 1968.
Il est le capitaine de Chamonix en 1973, avec lequel il est champion de France.